# Piqua
Piqua és una població dels Estats Units a l'estat d'Ohio. Segons el cens del 2000 tenia 20.738 habitants.

## Demografia
Segons el cens del 2000, Piqua tenia 20.738 habitants, 8.263 habitatges, i 5.585 famílies. La densitat de població era de 749 habitants per km².
Dels 8.263 habitatges en un 32,7% hi vivien nens de menys de 18 anys, en un 50,4% hi vivien parelles casades, en un 12,9% dones solteres, i en un 32,4% no eren unitats familiars. En el 27,3% dels habitatges hi vivien persones soles l'11,4% de les quals corresponia a persones de 65 anys o més que vivien soles. El nombre mitjà de persones vivint en cada habitatge era de 2,47 i el nombre mitjà de persones que vivien en cada família era de 2,99.
Per edats la població es repartia de la següent manera: un 26,5% tenia menys de 18 anys, un 9% entre 18 i 24, un 28,9% entre 25 i 44, un 21,3% de 45 a 60 i un 14,3% 65 anys o més.
L'edat mediana era de 35 anys. Per cada 100 dones de 18 o més anys hi havia 85,7 homes.
La renda mediana per habitatge era de 35.681 $ i la renda mediana per família de 41.804 $. Els homes tenien una renda mediana de 31.808 $ mentre que les dones 22.241 $. La renda per capita de la població era de 18.719 $. Aproximadament el 9,6% de les famílies i el 12,2% de la població estaven per davall del llindar de pobresa.

## Poblacions més properes
El següent diagrama mostra les poblacions més properes.